# Anna Anachutlu Komnene
Anna Anachutlu Komnene (mittelgriechisch Άννα Μεγάλη Κομνηνή; † 1342) war mit einer kurzen Unterbrechung von 1341 bis 1342 Kaiserin von Trapezunt.

## Leben
Anna war eine Tochter des trapezuntischen Kaisers Alexios II. und seiner Frau Djiadjak. Bis zum Jahr 1341 verbrachte sie ihr Leben als Nonne in einem Kloster.
Nach der Ermordung ihres Bruders, des trapezuntischen Kaisers Basileios, und der darauf folgenden Übernahme der Herrschaft durch dessen Witwe und mutmaßliche Mörderin Irene verließ Anna auf Bitten trapezuntischer Adeliger das Kloster, um Irene den Thron streitig zu machen. Da diese im Volk äußerst unbeliebt war und kaum Unterstützung bei ihren Untertanen fand, hatte Anna großen Zulauf. Überall auf ihrem Weg in die Hauptstadt schlossen sich die Menschen ihr an. Als sie die Mauern Trapezunts im Juli 1341 erreichte, wurde Irene von den Einwohnern kurzerhand abgesetzt und Anna, ohne auf Widerstand zu treffen, zur Kaiserin ausgerufen.
Drei Wochen nachdem Anna den Thron erobert hatte, segelten drei Schiffe aus Konstantinopel in den Hafen der Stadt. An Bord befand sich Michael, ein Sohn des trapezuntischen Kaisers Johannes II. und Onkel Annas. Michael war vom oströmischen Kaiser Johannes V. Palaiologos als Ehemann für die gerade abgesetzte Irene vorgesehen. Als er nunmehr statt der erwarteten Braut seine Nichte Anna auf dem Thron vorfand, forderte er als männlicher Nachkomme eines Kaisers aus der Herrscherdynastie der Komnenen den Thron für sich. Anna wurde daraufhin abgesetzt und Michael zum Kaiser ausgerufen.
Die Adeligen von Trapezunt betrachteten Michael, der seit dem Beginn der Regierung Andronikos’ III. im Jahr 1330 im Exil in Konstantinopel gelebt hatte, jedoch als Fremden und befürchteten darüber hinaus, dass er die vertriebene Irene heiraten und ihr so zurück auf den Thron verhelfen würde. Aus diesem Grunde wurde Michael noch am Tage seiner Krönung festgenommen, abgesetzt und ins Exil nach Oinaion (heute Ünye) geschickt. Als Folge dieses Ereignisses wurde Anna erneut Kaiserin.
Sie war jedoch nicht mehr als eine Marionette in den Händen des Adels, der nunmehr die eigentliche Regierungsgewalt innehatte. Niketas, ein trapezuntischer General, der Michael zurückgebracht hatte, begab sich zwischenzeitlich nach Konstantinopel und überzeugte Michaels Sohn Johannes III., Anna den Thron streitig zu machen. Im September 1342 gelang Johannes an der Spitze einer kleinen Armee mit Unterstützung durch die Genuesen die Einnahme von Trapezunt. Johannes ließ Anna nach der Einnahme der Stadt erdrosseln und die ihr ergebenen Adeligen hinrichten. Er selbst wurde zum Kaiser ausgerufen und trat damit die Nachfolge Annas an.